# 숍제도
숍제도는 노동조합이 결성되거나 기업의 종업원이라는 두 신분을 가질 수 있다. 숍이라는 제도에 의해 설정되었고, 노동자가 어떤 일에 종사하려면 먼저 조합원이 되어야 하는데 이로 인해서 노동조합의 교섭력에 종요한 영향을 미친다.

## 클로즈드 숍
클로즈드 숍(closed shop)은 이해를 공통으로 하는 모든 노동자를 조합에 가입시키고 조합원임을 고용의 조건으로 삼는 노사간의 협정을 말한다. 노동조합에 가입 중인 기존의 조합원이 아니면(따라서 노동조합에 의하여 제명되거나 또는 스스로 조합을 탈퇴하는 경우에 해고된다.), 고용하지 않는다는 단체협약상의 조항을 말하는 것으로 노동조합측에 가장 유리하다. 그런데 단체협약 체결에 있어서 사실상 기업별 노동조합을 단위로 하고 있는 대한민국에서는 이미 노동조합에 가입해 있을 것을 고용조건으로 하는 클로즈드 숍 조항은 드물게 존재할 수밖에 없다.

## 유니언 숍
유니언 숍(union shop)은 기업이 노동자를 채용할 때에는 조합원이 아닌 노동자를 채용할 수 있지만, 일정한 기간 내에서 노동조합에 가입해야 하는 제도다. 유니언 숍은 강한 유니온 숍과 약한 유니온 숍으로 나뉜다. 조합에서 탈퇴하거나 제명되어 조합원 자격을 상실한 때 강한 유니언 숍에서는 징계를 당하거나 해고가 되지만, 약한 유니언 숍에서는 징계를 당하거나 제명처리가 되지 않는다. 이 유니언 숍은 노동조합이 설립될 때 거의 모든 노동자를 노동조합에 가입시킬 수 있기 때문에 조합원의 확대를 위해서는 매우 유용하다.

### 헌법재판소 판례

#### 유니온 샵 협정 사건
유니온 샵 협정 사건은 노동조합및노동관계조정법 제81조 제2호 단서 위헌소원에 대한 대한민국 헌법재판소 판례이다.

##### 사실관계
청구인들은 유니온 회사 근로자로 지역택시노조를 탈퇴하고 다른 택시노조에 가입하자 지역택시노조는 청구인들을 해고하라고 요구하여 택시회사는 청구인들을 해고하였다. 이에 청구인들은 해고 무효확인 소송, 위헌제청신청 및 헌법소원심판을 청구하였다.

##### 관련 조문
노동조합 및 노동관계조정법제81조 (부당노동행위) 사용자는 다음 각호의 1에 해당하는 행위(이하 "부당노동행위"라 한다)를 할 수 없다.
2. 근로자가 어느 노동조합에 가입하지 아니할 것 또는 탈퇴할 것을 고용조건으로 하거나 특정한 노동조합의 조합원이 될 것을 고용조건으로 하는 행위. 다만, 노동조합이 당해 사업장에 종사하는 근로자의 3분의 2 이상을 대표하고 있을 때에는 근로자가 그 노동조합의 조합원이 될 것을 고용조건으로 하는 단체협약의 체결은 예외로 하며, 이 경우 사용자는 근로자가 당해 노동조합에서 제명된 것을 이유로 신분상 불이익한 행위를 할 수 없다.

##### 결론
합헌

##### 판시사항
일반적으로 근로자가 노동조합의 조합원이 될 것을 고용조건으로 하는 단체협약상의 규정을 유니언 샵 협정이라고 하는데 노동조합의 대표적인 조직강제 수단의 하나이다.  일반적으로 노동조합이 사용자와 유니언 샵 협정을 체결하는 경우 조합규약에 의해 조합원 자격이 있는 근로자는 원칙적으로 당해 노동조합에 가입하여야 하며, 고용된 근로자가 일정한 기간내에 노동조합에 가입하지 않거나 또는 가입한 노동조합으로부터 탈퇴하거나 제명되는 때에는 사용자는 협정상의 의무로서 그 근로자를 해고해야 할 의무를 부담한다. 어느 적당한 노동조합에 가입할 것을 고용조건으로 하는 '일반적 조직강제'의 경우 근로자의 단결하지 아니할 자유만을 제한하나, 특정한 노동조합의 조합원이 될 것을 고용조건으로 하는 '제한적 조직강제'의 경우 근로자의 단결하지 아니할 자유뿐만 아니라 단결선택권만저 제한한다.
두 기본권이 충돌하는 경우 그 해법으로는 기본권의 서열이론, 법익형량의 원리, 실제적 조화의 원리 등을 들 수 있다. 헌법재판소는 기본권 충돌의 문제에 관하여 충돌하는 기본권의 성격과 태양에 따라 그때그때마다 적절한 해결방법을 선택, 종합하여 이를 해결하여 왔다. 근로자가 노동조합을 결성하지 아니할 자유나 노동조합에 가입을 강제당하지 아니할 자유, 그리고 가입한 노동조합을 탈퇴할 자유는 근로자에게 보장된 단결권의 내용에 포섭되는 권리로서가 아니라 헌법 제10조의 행복추구권에서 파생되는 일반적 행동의 자유 또는 제21조 제1항의 결사의 자유에서 그 근거를 찾을 수 있다. 일반적 행동의 자유 또는 결사의 자유와 적극적 단결권 사이의 기본권 충돌의 문제가 제기될 수 있다.
노동조합의 적극적 단결권은 근로자 개인의 단결하지 않을 자유보다 중시된다고 할 것이어서 노동조합에 적극적 단결권(조직강제권)을 부여한다고 하여 이를 두고 곧바로 근로자의 단결하지 아니할 자유의 본질적인 내용을 침해하는 것으로 단정할 수는 없다. 개인적 단결권과 집단적 단결권이 충돌하는 경우 기본권의 서열이론이나 법익형량의 원리에 입각하여 어느 기본권이 더 상위기본권이라고 단정할 수는 없다. 상충하는 기본권 모두가 최대한으로 그 기능과 효력을 발휘할 수 있도록 조화로운 방법을 모색하되, 법익형량의 원리, 입법에 의한 선택적 재량 등을 종합적으로 참작하여 심사하여야 한다. 이 사건 법률조항은 단체협약을 매개로 한 조직강제를 적법 유효하게 할 수 있는 노동조합을 일정한 범위로 한정하고 있고 사용자는 근로자가 당해 노동조합에서 제명된 것을 이유로 신분상 불이익한 행위를 할 수 없도록 규정하고 있어 근로자의 단결선택권과 노동조합의 집단적 단결권(조직강제권) 사이에 균형을 도모하고 있다.
소수노조에게까지 위와 같은 형태의 조직강제를 허용할 경우 자칫 반조합의사를 가진 사용자에 의하여 다수 근로자의 단결권을 탄압하는 도구로 악용될 우려가 있는 점에 비추어 차별적 취급은 합리적인 이유가 있다.

## 참고 문헌
- 대한민국 헌법재판소 판례 2005.11.24. 2002헌바95·96(병합), 2003헌바9
- 김현석, 헌법 기본판례 109선, 헤르메스, 2011. ISBN 9788994619118

## 에이전시 숍
에이전시 숍(agency shop)은 조합원 신분과는 아니더라도 모든 종업원에게 단체교섭의 당사자인 노동조합이 회비를 진수하는 제도이다. 노조의 단체교섭의 결과가 비노조원에게도 혜택이 돌아가는 현실에서 에어전시 숍은 노조의 덕을 공짜로 누리는 비노조원에게 그 수혜의 대가로 회비를 징수하는 제도로써 고안되었다.

## 오픈 숍
오픈숍(open shop)은 기업의 고용노동자가 그 회사의 노동조합에 대한 가입여부를 자유의사에 따라 결정할 수 있는 제도를 말한다. 조합원과 비조합원 사이에 고용이나 해고에 차별대우를 하지 않는 제도로 사용자에 대하여 노동조합의 힘이 약한 경우에 취해진다. 대한민국에서는 공무원을 제외한 모든 노동자에 대해 오픈 숍을 적용하고 있다.